# Joan de Rua

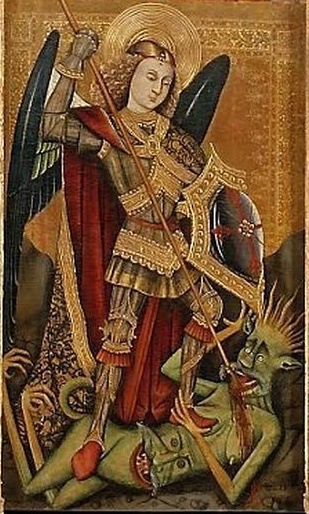
Tabla central del retablo de Sant Miquel de Verdú, Museu Episcopal de Vic.

Joan de Rua fue un pintor gótico español activo en tierras de las actuales provincias de Tarragona y Lérida, identificado con el llamado Maestro de Cervera.
Nacido en Montblanch, el 15 de septiembre de 1483 firmó el contrato para la ejecución del retablo de Sant Miquel de Verdú, actualmente en el Museu Episcopal de Vic. La localización de este contrato ha permitido atribuir a Joan de Rua un importante grupo de pinturas tardogóticas catalanas que habían sido agrupadas en torno a la figura de un anónimo Maestro de Cervera por el retablo del Ángel Custodio de Santa María de Cervera, grupo al que pertenecerían también las tablas del retablo de San Eloy y santos Abdón y Senén de la iglesia de San Miguel de Montblanch, conservado en el Museo Diocesano de Tarragona o el retablo de la Virgen del lirio de Vilanova de Bellpuig.  Del pintor, quizá formado en Valencia, deudor estilísticamente de Joan Reixach y de Jaume Baçó Jacomart y anteriormente identificado con el valenciano Pere Girard, únicamente se conocía la noticia de su intervención en 1496 en el policromado de unos tabernáculos en el panteón real del monasterio de Poblet.